# 貝爾菲格

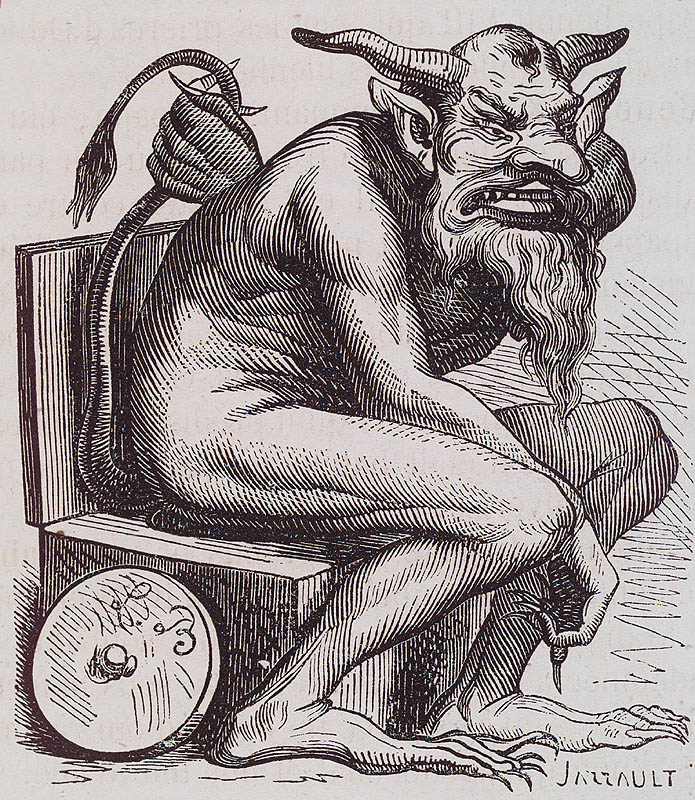
取自《地獄辭典》的貝爾菲格畫像

貝爾菲格或貝爾芬格（Belphegor或Beelphegor）在惡魔學中是一個會幫助人們發現事物的惡魔，會藉由提供人們各種能讓他們變得更富有的靈巧發明來誘使人們墮落。根據一些十六世紀的惡魔學家之說法，他的力量在四月的時候會變得比較強。身為主教與獵巫者的彼得·賓斯費爾德相信貝爾菲格會使用「怠惰」的方法來誘惑人們。同時，根據彼得·賓斯費爾德所著的《賓斯費爾德的惡魔分類》，在基督教傳統中貝爾菲格以身為七宗罪之一的「怠惰」的大惡魔而為人所知。
貝爾菲格起源自亞述的巴力毗珥（Baal-Peor），是在什亭的以色列人所歸附的摩押人之神（民數記25:3），與荒淫和狂歡有關。他以做為生殖力象徵（即菲勒斯）的形式被崇拜著。作為一個惡魔，貝爾菲格在卡巴拉的文書被描述成一個「辯論者」，第六質點「美」的敵人。當被召喚的時候，他能夠給予財富、發現的力量與靈巧的發明。做為一個惡魔，貝爾菲格的任務是去「在人們之間灑下不和的種子」以及「藉由財富之分配令人們墜入邪惡」。他很難被召喚，或許是因為他要的犧牲供品是排泄物的關係。
貝爾菲格（初始之主 / Lord of the Opening）被描繪成兩種不同形象：一個年輕貌美的女子或是一個有著角及前端尖銳的尾巴、怪物似的蓄鬍惡魔；前一種形象，根據大多數的說法乃是他在被凡人所召喚時用於俗世的偽裝。根據De Plancy的《地獄辭典》，他乃是地獄駐法國的大使。貝爾菲格也在約翰·彌爾頓的《失樂園》與維克多·雨果的《海上勞工》之中出場過。此外，楓之谷遊戲中玩具城的怪物「貝爾芬」亦以其作為藍本。
根據傳說，貝爾菲格曾經是強大的天使長，但是當路西法率領墮天使們反叛時，它既沒有加入叛軍，亦沒有參加守護上帝的軍隊，等到戰爭結束後，由於它的不作為，它還是被視為叛徒，打入了地獄。

## 次文化
- 輕小說《關於我轉生變成史萊姆這檔事》魔王迪諾持有技能 大罪系究極技能《怠惰之王》貝爾菲戈爾

- 乙女遊戲《Obey me!》七位男主之一 七兄弟排名老七 《怠惰的化身》